# تونی هورتون
آنتونی سایر هورتون جونیور (زادهٔ ۲ ژوئیه ۱۹۵۸) مشهور به تونی هورتون، مربی شخصی، نویسنده و بازیگر سابق اهل آمریکا است. او با عنوان خالق تجاری رژیم ورزشی خانگی P90X به‌شهرت رسیده‌است. تونی در طول حرفهٔ خود، مربی‌گری ستاره‌های مختلفی از جمله بروس اسپرینگستین، آشر، تام پتی، بیلی آیدل و آنی لنوکس را ر عهده داشته‌است.

## فیلم‌شناسی
- ۱۹۹۸ راز ربکا (فیلم تلویزیونی)
- ۲۰۰۱ قدرت ۹۰
- ۲۰۰۴ (P90X(Power 90 Extreme
- ۲۰۰۶ ژیمناست
- ۲۰۰۶ مربی ده دقیقه ای (فیلم تلویزیونی)
- ۲۰۰۷ P90X Plus
- P90X2 (Power 90 Extreme 2) ۲۰۱۱
- ۲۰۱۳ (P90X3 (Power 90 Extreme 3
- ۲۰۱۴ پیدا کردن لاغری
- ۲۰۱۴ P90
- ۲۰۱۶ سپاه سخت 22 دقیقه